# Robert IV. z Dreux
Robert IV. z Dreux (1241 – 1282) byl hrabě z Dreux, Braine a Montfort-l'Amaury.

## Život
Robert se narodil jako syn hraběte Jana I. z Dreux a jeho manželky Marie Bourbonské.
Robert v roce 1272 bojoval s francouzským králem Filipem III. na jeho výpravě do Languedocu a byl přítomen získání Foix.
V roce 1260 se oženil s o osm let mladší, jedenáctiletou Beatrix z Montfortu, jedinou dcerou hraběte Jana I. z Montfortu a Jeanne de Chateaudun, a vnučkou Amauryho VII. z Montfortu. Jejich syn Jan se stal nástupcem svého otce, zatímco dcera Jolanda se provdala za skotského krále Alexandra III. a později za bretaňského vévodu Artura II.

## Potomci
Robert měl s manželkou šest potomků, čtyři dcery a dva synyː
- Marie z Dreux (1261–1276)
- Jolanda z Dreux (1263–1322)
- Jan II. z Dreux (1265–1309)
- Jana z Dreux
- Beatrix z Dreux (1270–1328)
- Robert z Dreux